# Пиздровски, Мэтт
Мэттью Роберт Пиздровски (англ. Matthew Robert Pyzdrowski; род. 17 августа 1986, Хинсдейл) — американский футбольный вратарь. Значительную часть карьеры провёл в Швеции.

## Биография
Родился в семье Боба и Сью Пиздровски, имел троих сиблингов. Окончил Маркеттский университет со специальностью в маркетинге и финансах. С 2006 по 2009 год выступал за студенческую команду Маркетт Голден Иглз, провёл 57 матчей.
Первый профессиональный контракт подписал в 2010 году с командой «Портленд Тимберс», за которую сыграл 3 матча в USSF Division 2 Professional League (причём полностью провёл только один матч). В 2011 году переехал в Швецию, где провёл всю оставшуюся карьеру. В течение четырёх сезонов выступал во втором дивизионе за клуб «Энгельхольм». В дебютный сезон занял с командой третье место, но проиграл в стыковых матчах клубу «Сюрианска». В 2015 году подписал контракт с клубом высшей лиги «Хельсингборг». За два сезона в Аллсвенскан сыграл 19 матчей и пропустил 28 мячей. По результатам сезона 2016 занял с командой 14 место и вылетел в Суперэттан по итогам стыковых матчей. Сезон 2017 также провёл в «Хельсингборге». Сезон 2018 отыграл в другом клубе второго дивизиона «Варберг». После ухода из «Варберга» объявил о завершении игровой карьеры, однако по данным сайта transfermarkt, в 2020 году он вернулся в «Энгельхольм». Был в заявке команды в сезоне 2022, но на поле не выходил.